# District de Dongchang
Le district de Dongchang (东昌区 ; pinyin : Dōngchāng Qū) est une subdivision administrative de la province du Jilin en Chine. Il est placé sous la juridiction de la ville-préfecture de Tonghua.